# Mistrzostwa Estonii w piłce siatkowej mężczyzn (2025)
Mistrzostwa Estonii w piłce siatkowej mężczyzn 2025 (est. Eesti meeste meistrivõistlused võrkpallis 2025) – 100. edycja mistrzostw Estonii (uwzględniając mistrzostwa Estonii w latach 1925-1944 oraz mistrzostwa Estońskiej SRR) zorganizowana przez Estoński Związek Piłki Siatkowej (est. Eesti Võrkpalli Liit, EVL). Finałowy etap trwał od 15 marca do 20 kwietnia 2025 roku.
W finałowym etapie mistrzostw Estonii uczestniczyły cztery drużyny, które brały udział w lidze bałtyckiej. Rozgrywki składały się z półfinałów, meczów o 3. miejsce i finału.
Po raz szósty mistrzem Estonii został zespół Bigbank Tartu, który w finale fazy play-off pokonał drużynę Barrus Võru VK. Trzecie miejsce zajął Pärnu VK.

## System rozgrywek
Finałowy etap mistrzostw Estonii w sezonie 2024/2025 obejmował półfinały, mecze o 3. miejsce i finał.
Pary półfinałowe utworzono na podstawie miejsc zajętych przez poszczególne drużyny w fazie zasadniczej ligi bałtyckiej – pierwszą parę utworzyły drużyny, które w fazie zasadniczej zajęły najwyższe i najniższe miejsce, a drugą parę – dwa pozostałe zespoły. Rywalizacja w parach toczyła się do trzech wygranych. Zwycięzcy w parach awansowali do finału, natomiast przegrani grali o 3. miejsce.
O 3. miejsce drużyny rywalizowały w serii do trzech wygranych, natomiast w finale – w serii do czterech wygranych. Zwycięzca finału zdobył mistrzostwo Estonii.
We wszystkich rundach zmiana gospodarza następowała po każdym meczu, a gospodarzem pierwszego spotkania była drużyna, która w fazie zasadniczej ligi bałtyckiej zajęła wyższe miejsce.

### Tabela fazy zasadniczej ligi bałtyckiej
| Lp. | Drużyna          | Pkt | Mecze | Mecze | Mecze | Rodzaj wyniku | Rodzaj wyniku | Rodzaj wyniku | Rodzaj wyniku | Rodzaj wyniku | Rodzaj wyniku | Sety | Sety | Sety  | Małe punkty | Małe punkty | Małe punkty |
| Lp. | Drużyna          | Pkt | M     | W     | P     | 3:0           | 3:1           | 3:2           | 2:3           | 1:3           | 0:3           | wyg. | prz. | stos. | zdob.       | str.        | stos.       |
| --- | ---------------- | --- | ----- | ----- | ----- | ------------- | ------------- | ------------- | ------------- | ------------- | ------------- | ---- | ---- | ----- | ----------- | ----------- | ----------- |
| 1   | Bigbank Tartu    | 42  | 18    | 15    | 3     | 9             | 2             | 4             | 1             | 2             | 0             | 49   | 19   | 2.58  | 1605        | 1371        | 1.17        |
| 2   | Pärnu VK         | 38  | 18    | 12    | 6     | 5             | 6             | 1             | 3             | 2             | 1             | 44   | 26   | 1.69  | 1615        | 1522        | 1.06        |
| 4   | Barrus Võru VK   | 26  | 18    | 9     | 9     | 4             | 3             | 2             | 1             | 5             | 3             | 34   | 34   | 1     | 1519        | 1471        | 1.03        |
| 7   | Selver x TalTech | 14  | 18    | 5     | 13    | 1             | 2             | 2             | 1             | 5             | 7             | 22   | 45   | 0.49  | 1370        | 1561        | 0.88        |

Źródło: 
Punktacja: 3:0 i 3:1 – 3 pkt; 3:2 – 2 pkt; 2:3 – 1 pkt; 1:3 i 0:3 – 0 pkt
Zasady ustalania kolejności: zob. sekcję powyżej

## Drużyny uczestniczące
W finałowym etapie mistrzostw Estonii 2025 uczestniczyły cztery drużyny, które grały w lidze bałtyckiej.
| Mistrzostwa Estonii 2025                                                              | Mistrzostwa Estonii 2025 |
| ------------------------------------------------------------------------------------- | ------------------------ |
| Selver x TalTech                                                                      | 1                        |
| Barrus Võru VK                                                                        | 2                        |
| Pärnu VK                                                                              | 3                        |
| Bigbank Tartu                                                                         | 4                        |
| Oznaczenia: - kolumna druga – miejsce zajęte przez daną drużynę w poprzednim sezonie. |                          |

## Hale sportowe
| Drużyna          | Hala sportowa                                  | Miejscowość |
| ---------------- | ---------------------------------------------- | ----------- |
| Barrus Võru VK   | Võru Spordikeskus                              | Võru        |
| Bigbank Tartu    | Tartu Ülikooli spordihoone                     | Tartu       |
| Pärnu VK         | Pärnu spordihall                               | Parnawa     |
| Selver x TalTech | Tallinna Tehnikaülikooli (TalTech) spordihoone | Tallinn     |
| Źródło:          |                                                |             |

## Trenerzy
| Drużyna          | Trener           | Asystent trenera                            | *      |
| ---------------- | ---------------- | ------------------------------------------- | ------ |
| Barrus Võru VK   | Oliver Lüütsepp  | Priit Tigane                                | [ 8 ]  |
| Bigbank Tartu    | Alar Rikberg     | Ott Erik Kalmus Mikk Kesküla Andrei Ojamets | [ 9 ]  |
| Pärnu VK         | Rainer Vassiljev | Tauno Lipp                                  | [ 10 ] |
| Selver x TalTech | Andres Toobal    | Valdis Radionenkov                          | [ 11 ] |

## Drabinka
|  |           |                  |                  |                  |           |                    |           |   |               |       |       |       |       |       |       |       |       |       |
|  | Półfinały | Półfinały        | Półfinały        | Półfinały        | Półfinały | Półfinały          | Półfinały |   |               | Finał | Finał | Finał | Finał | Finał | Finał | Finał | Finał | Finał |
|  | Półfinały | Półfinały        | Półfinały        | Półfinały        | Półfinały | Półfinały          | Półfinały |   |               | Finał | Finał | Finał | Finał | Finał | Finał | Finał | Finał | Finał |
|  |           |                  |                  |                  |           |                    |           |   |               |       |       |       |       |       |       |       |       |       |
|  |           |                  |                  |                  |           |                    |           |   |               |       |       |       |       |       |       |       |       |       |
|  | 1         | Bigbank Tartu    | 3                | 3                | 3         |                    |           |   |               |       |       |       |       |       |       |       |       |       |
|  | 1         | Bigbank Tartu    | 3                | 3                | 3         |                    |           |   |               |       |       |       |       |       |       |       |       |       |
|  | 4         | Selver x TalTech | 1                | 1                | 2         |                    |           |   |               |       |       |       |       |       |       |       |       |       |
|  | 4         | Selver x TalTech | 1                | 1                | 2         |                    |           | 1 | Bigbank Tartu | 3     | 0     | 3     | 3     | 3     |       |       |       |       |
|  |           |                  |                  |                  |           |                    |           | 1 | Bigbank Tartu | 3     | 0     | 3     | 3     | 3     |       |       |       |       |
|  |           |                  | 3                | Barrus Võru VK   | 0         | 3                  | 1         | 0 | 1             |       |       |       |       |       |       |       |       |       |
|  | 2         | Pärnu VK         | 3                | Barrus Võru VK   | 0         | 3                  | 1         | 0 | 1             | 1     | 1     | 2     |       |       |       |       |       |       |
|  | 2         | Pärnu VK         |                  |                  |           |                    |           |   |               |       |       |       |       |       |       |       |       |       |
|  | 3         | Barrus Võru VK   | 3                | 3                | 3         |                    |           |   |               |       |       |       |       |       |       |       |       |       |
|  | 3         | Barrus Võru VK   | 3                | 3                | 3         | Mecze o 3. miejsce |           |   |               |       |       |       |       |       |       |       |       |       |
|  |           |                  |                  |                  |           |                    |           |   |               |       |       |       |       |       |       |       |       |       |
|  |           |                  |                  |                  |           |                    |           |   |               |       |       |       |       |       |       |       |       |       |
|  |           |                  |                  |                  |           |                    |           |   |               |       |       |       |       |       |       |       |       |       |
|  | 2         | Pärnu VK         | Pärnu VK         | Pärnu VK         | 3         | 3                  | 3         |   |               |       |       |       |       |       |       |       |       |       |
|  | 2         | Pärnu VK         | Pärnu VK         | Pärnu VK         | 3         | 3                  | 3         |   |               |       |       |       |       |       |       |       |       |       |
|  | 4         | Selver x TalTech | Selver x TalTech | Selver x TalTech | 1         | 1                  | 0         |   |               |       |       |       |       |       |       |       |       |       |
|  | 4         | Selver x TalTech | Selver x TalTech | Selver x TalTech | 1         | 1                  | 0         |   |               |       |       |       |       |       |       |       |       |       |

## Rozgrywki
Godziny do 30 marca 2025 roku podano według strefy czasowej UTC+2, a od 30 marca 2025 roku – według strefy czasowej UTC+3.

### Półfinały
Format: do trzech zwycięstw
| Data              | Godz.             | Gospodarz         | Rezultat                                | Gość                 | Hala sportowa              | Widzów               | *                    |
| ----------------- | ----------------- | ----------------- | --------------------------------------- | -------------------- | -------------------------- | -------------------- | -------------------- |
| Bigbank Tartu (1) | Bigbank Tartu (1) | Bigbank Tartu (1) | 3 – 0                                   | (4) Selver x TalTech | (4) Selver x TalTech       | (4) Selver x TalTech | (4) Selver x TalTech |
| 15.03.2025        | 17:00             | Bigbank Tartu     | 3:1 (32:30, 25:21, 15:25, 25:23)        | Selver x TalTech     | Tartu Ülikooli spordihoone | 387                  | [ 12 ]               |
| 19.03.2025        | 19:00             | Selver x TalTech  | 1:3 (25:20, 20:25, 22:25, 18:25)        | Bigbank Tartu        | TalTech spordihoone        | 605                  | [ 13 ]               |
| 23.03.2025        | 15:00             | Bigbank Tartu     | 3:2 (20:25, 25:17, 22:25, 25:19, 15:13) | Selver x TalTech     | Tartu Ülikooli spordihoone | 583                  | [ 14 ]               |
| Pärnu VK (2)      | Pärnu VK (2)      | Pärnu VK (2)      | 0 – 3                                   | (3) Barrus Võru VK   | (3) Barrus Võru VK         | (3) Barrus Võru VK   | (3) Barrus Võru VK   |
| 16.03.2025        | 17:00             | Pärnu VK          | 1:3 (25:27, 18:25, 25:21, 23:25)        | Barrus Võru VK       | Pärnu spordihall           | 359                  | [ 15 ]               |
| 20.03.2025        | 19:00             | Barrus Võru VK    | 3:1 (23:25, 25:21, 26:24, 25:14)        | Pärnu VK             | Võru Spordikeskus          | 346                  | [ 16 ]               |
| 23.03.2025        | 17:00             | Pärnu VK          | 2:3 (25:19, 23:25, 20:25, 25:18, 14:16) | Barrus Võru VK       | Pärnu spordihall           | 427                  | [ 17 ]               |
| Źródło:           |                   |                   |                                         |                      |                            |                      |                      |

### Mecze o 3. miejsce
Format: do trzech zwycięstw
| Data         | Godz.        | Gospodarz        | Rezultat                         | Gość                 | Hala sportowa        | Widzów               | *                    |
| ------------ | ------------ | ---------------- | -------------------------------- | -------------------- | -------------------- | -------------------- | -------------------- |
| Pärnu VK (2) | Pärnu VK (2) | Pärnu VK (2)     | 3 – 0                            | (4) Selver x TalTech | (4) Selver x TalTech | (4) Selver x TalTech | (4) Selver x TalTech |
| 2.04.2025    | 19:00        | Pärnu VK         | 3:1 (23:25, 25:23, 25:23, 25:20) | Selver x TalTech     | Pärnu spordihall     | 331                  | [ 18 ]               |
| 5.04.2025    | 18:00        | Selver x TalTech | 1:3 (25:27, 17:25, 25:19, 17:25) | Pärnu VK             | TalTech spordihoone  | 409                  | [ 19 ]               |
| 9.04.2025    | 19:00        | Pärnu VK         | 3:0 (25:16, 30:28, 25:21)        | Selver x TalTech     | Pärnu spordihall     | 621                  | [ 20 ]               |
| Źródło:      |              |                  |                                  |                      |                      |                      |                      |

### Finał
Format: do czterech zwycięstw
| Data              | Godz.             | Gospodarz         | Rezultat                         | Gość               | Hala sportowa              | Widzów             | *                  |
| ----------------- | ----------------- | ----------------- | -------------------------------- | ------------------ | -------------------------- | ------------------ | ------------------ |
| Bigbank Tartu (1) | Bigbank Tartu (1) | Bigbank Tartu (1) | 4 – 1                            | (3) Barrus Võru VK | (3) Barrus Võru VK         | (3) Barrus Võru VK | (3) Barrus Võru VK |
| 6.04.2025         | 17:00             | Bigbank Tartu     | 3:0 (25:21, 25:19, 25:22)        | Barrus Võru VK     | Tartu Ülikooli spordihoone | 1127               | [ 21 ]             |
| 10.04.2025        | 19:00             | Barrus Võru VK    | 3:0 (25:16, 25:22, 25:22)        | Bigbank Tartu      | Võru Spordikeskus          | 500                | [ 22 ]             |
| 13.04.2025        | 17:00             | Bigbank Tartu     | 3:1 (21:25, 25:21, 25:18, 25:23) | Barrus Võru VK     | Tartu Ülikooli spordihoone | 1435               | [ 23 ]             |
| 17.04.2025        | 19:00             | Barrus Võru VK    | 0:3 (23:25, 23:25, 17:25)        | Bigbank Tartu      | Võru Spordikeskus          | 700                | [ 24 ]             |
| 20.04.2025        | 17:00             | Bigbank Tartu     | 3:1 (25:17, 23:25, 25:19, 25:21) | Barrus Võru VK     | Tartu Ülikooli spordihoone | 1182               | [ 25 ]             |
| Źródło:           |                   |                   |                                  |                    |                            |                    |                    |

## Klasyfikacja końcowa
| Poz. | Drużyna          | Uwagi                              |
| 1.   | Bigbank Tartu    | prawo udziału w el. Ligi Mistrzów  |
| 2.   | Barrus Võru VK   |                                    |
| 3.   | Pärnu VK         | prawo udziału w Pucharze Challenge |
| 4.   | Selver x TalTech |                                    |

Uwaga: Pärnu VK uzyskał prawo gry w Pucharze Challenge jako zdobywca Pucharu Estonii.

## Nagrody indywidualne

### Zawodnicy miesiąca
| Miesiąc  | Zawodnik miesiąca | Klub           | *      |
| -------- | ----------------- | -------------- | ------ |
| marzec   | Kristo Kollo      | Barrus Võru VK | [ 26 ] |
| kwiecień | Stefan Kaibald    | Bigbank Tartu  | [ 26 ] |

### Najlepsi zawodnicy mistrzostw
| Nagroda                | Zawodnik       | Klub           |
| ---------------------- | -------------- | -------------- |
| Najlepszy rozgrywający | Anton Välimaa  | Barrus Võru VK |
| Najlepszy atakujący    | Renato Santos  | Barrus Võru VK |
| Najlepsi przyjmujący   | Stefan Kaibald | Bigbank Tartu  |
| Najlepsi przyjmujący   | Albert Hurt    | Barrus Võru VK |
| Najlepsi środkowi      | Toms Švans     | Pärnu VK       |
| Najlepsi środkowi      | Rico Wardlow   | Bigbank Tartu  |
| Najlepszy libero       | Silver Maar    | Bigbank Tartu  |
| Źródło:                |                |                |